# Нурказган (рудник)
Нурказган (рудник) – гірничодобувне підприємство у Карагандинській області Казахстану, яке веде розробку золото-мідного родовища Нурказган (також відоме як Самарське).
Рудник почав діяльність у 2009 році, при цьому спочатку залучили до розробки дві з трьох ділянок родовища:
- ділянку Північна відпрацювали кар’єром «Нурказган-Північний» до глибини у 70 метрів, після чого видобуток зупинили через нерентабельність існуючої технології переробки окиснених руд;
- ділянку Західна почали розробляти кар’єром «Нурказган-Західний» (за проектом мав досягнути глибини у 180 метрів), проте доволі швидко перейшли на підземний спосіб видобутку.
Станом на 2020 рік на західній ділянці був пройдений до проектної глибини у 445 метрів (абсолютна відмітка +95 метрів) стовбур «Вентиляційний» та частково споруджений стовбур «Повітряподаючий-клітьовий». На другому етапі розробки «Повітряподаючий-клітьовий» має бути доведений до глибини у 977 метрів, крім того, нижні горизонти будуть розкриті сліпими стовбурами «Вентиляційний-1», що починатиметься з абсолютної відмітки +95 метрів та матиме глибину 158 метрів, та «Вентиляційний-1біс», що починатиметься з абсолютної відмітки -65 метрів та матиме глибину 470 метрів.
Також в 2021 році анонсували план розробки підземним способом Східної ділянки, де мають спорудити стовбури «Повітряподаючий-клітьовий-2», «Скіповий» та «Вентиляційний-2» глибиною 1320, 1452 та 1300 метрів відповідно. У випадку реалізації проекту, спільний видобуток із Західної та Східної ділянок має досягнути 6,5 млн тон руди на рік.
Продукція рудника проходить підготовку на власній збагачувальній фабриці.
Станом на початок 2022 року балансові запаси Нурказгану рахувались як 195 млн тон руди із середнім вмістом міді 0,84%. Крім того, руда містить значну кількість золота, так, станом на кінець 2010-х при загальних балансових запасах Західної та Східної ділянок у 130 млн тон руди за ними рахувалось 96 тон балансових запасів золота. 
Розробку Нурказгану веде корпорація «Казахмис».